# Célula (música)
Em música, uma célula pode ser definida como "o menor elemento constitutivo da ideia musical. Compõe-se de uma sucessão de dois ou mais valores musicais, para o caso de uma célula rítmica, e/ou um intervalo, para o caso de uma célula melódica."
O significado de célula muitas vezes se confunde com os de figura ou motivo.
A diferença entre célula e motivo, reside no fato de que uma célula passará a ser considerada um motivo se for freqüentemente apresentada durante a obra quer de maneira inalterada, quer como uma variação da célula inicial.
Em resumo, segundo Bitondi uma célula será considerada um motivo se for desenvolvida ao longo da obra e se for responsável pela unidade da obra como um todo.

## Outras definições
A Encyclopédie Larousse define uma célula como:
- "um pequeno desenho melódico e rítmico que pode ser isolado ou que pode ser parte de um contexto temático. Uma célula pode ser desenvolvida independente de seu contexto, como um fragmento melódico. Pode ser origem para a estrutura da obra, situação em que é chamada de célula geradora"

A Encyclopédie Fasquelle, define um célula do seguinte modo:
- "um termo numa composição musical utilizado para discutir obras cíclicas. É a menor unidade indivisível. A célula se distingue do motivo, que pode ser dividido e a própria célula pode ser utilizada como um motivo desenvolvível".